# Antinum
Antinum ou Antino est le nom d'une ancienne ville du peuple samnite des Marses, révélée par les fouilles du site archéologique de la vallée du Roveto, proche du territoire des Volsques, et correspondant à l'actuelle Civita d'Antino, province de L'Aquila dans les Abruzzes,.

## Historique
Centre important des Marses, un ancien peuple italique, depuis le Ier millénaire av. J.-C., il conserva ce rôle jusqu'à son asservissement à Rome, intervenu à la fin du IVe siècle av. J.-C. ; la ville devint alors un municipe dont les habitants étaient connus sous le nom de Marsi Antinates. Elle a connu un développement ininterrompu au fil des siècles. À l'époque médiévale, l'ancienne acropole fut transformée en une citadelle qui se développa autour de la tour, qui prit le nom de tour Colonna, dans le centre historique de la Civita d'Antino contemporaine.

## Ancienne forteresse
Certaines sections des murs polygonaux ont été préservées qui s'étendaient sur environ 1 300 m le long des côtés de la citadelle, sauf à l'est, naturellement protégé par les parois abruptes des ravins qui remontent à la première moitié du Ve siècle av. J.-C. Au centre de la ville, entre l'église paroissiale moderne de Santo Stefano, le palazzo Ferrante (it) et la porte nord, se trouvait le forum, totalement perdu. Il reste cependant deux murs en opus reticulatum, de la fin de la république romaine, connus sous le nom de « Terme ».

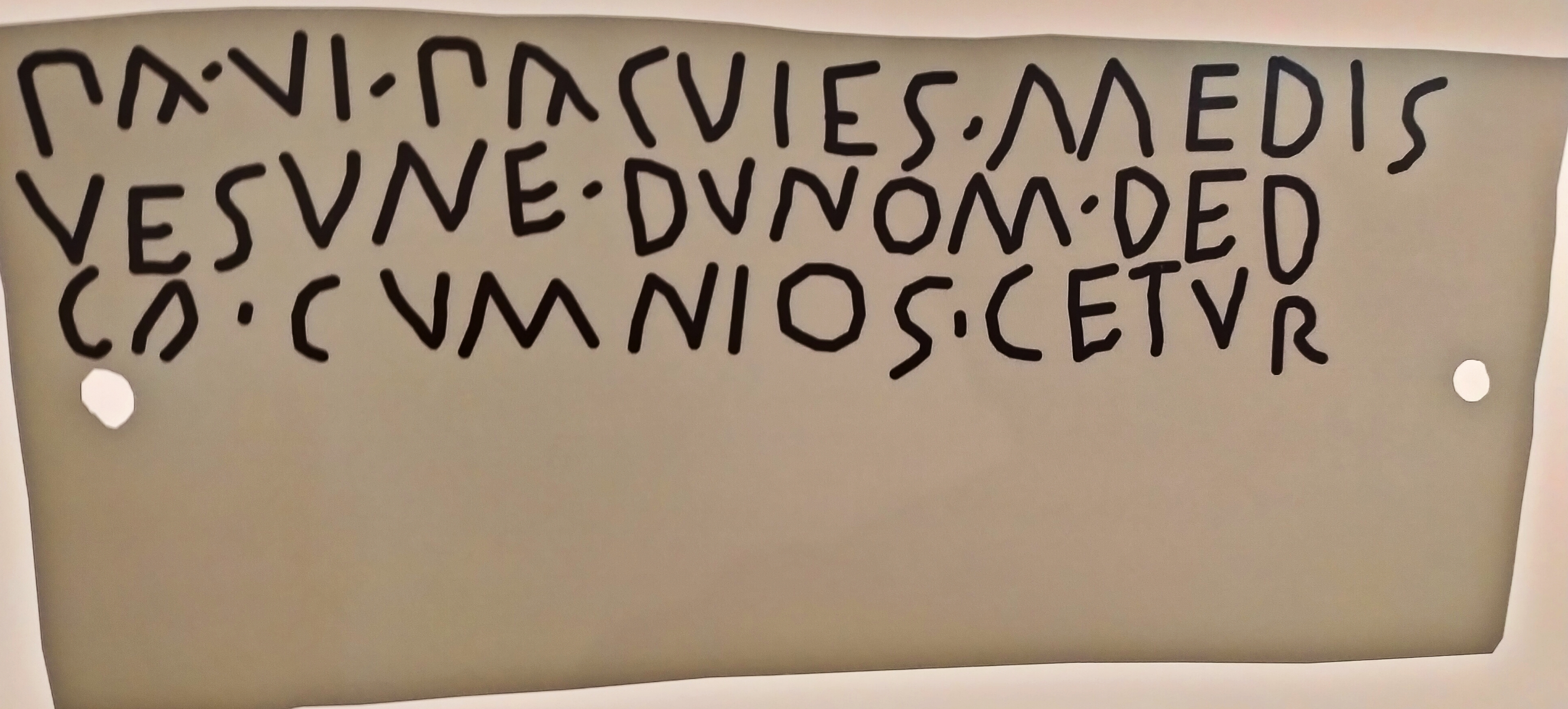
Bronze d'Antino.

Divers témoignages épigraphiques ont également été retrouvés sur le site ou dans ses environs immédiats, notamment certains en langue marse (une variante de l'ombrien) dont le Bronzo di Antino (it) avec une dédicace à la divinité Vesuna.

## Musée Antinum

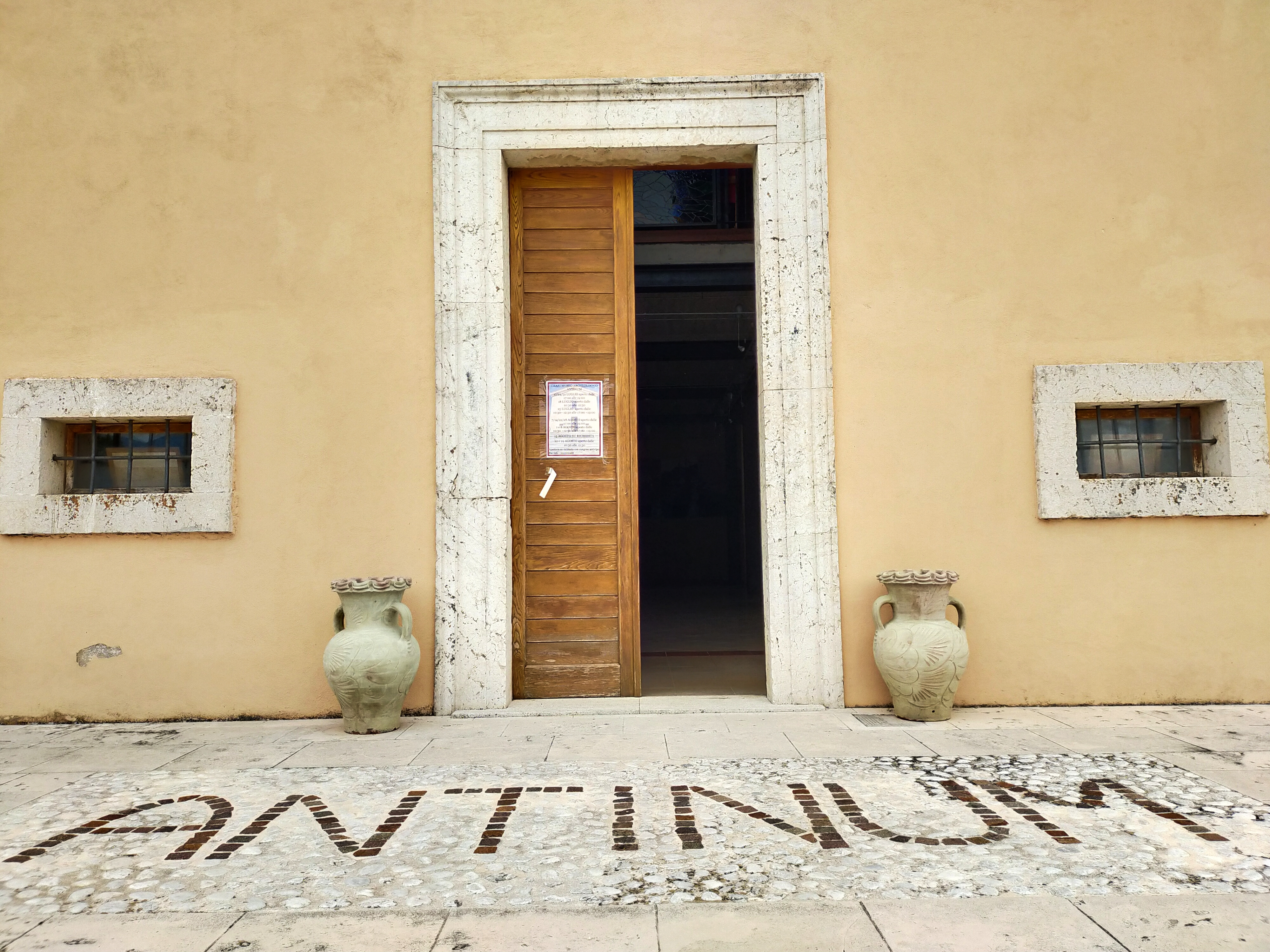
Entrée du musée Antinum.

Le musée Antinum, inauguré le 11 avril 2015 dans les locaux de l'ancienne église Santa Maria, est un musée archéologique dédié à l'ancienne ville d'Antinum située à Civita d'Antino. Il est dédié à Domenico (1752-1820) et Francesco Ferrante (1755-1815) qui furent parmi les premiers chercheurs et conservateurs des découvertes.

## Galerie

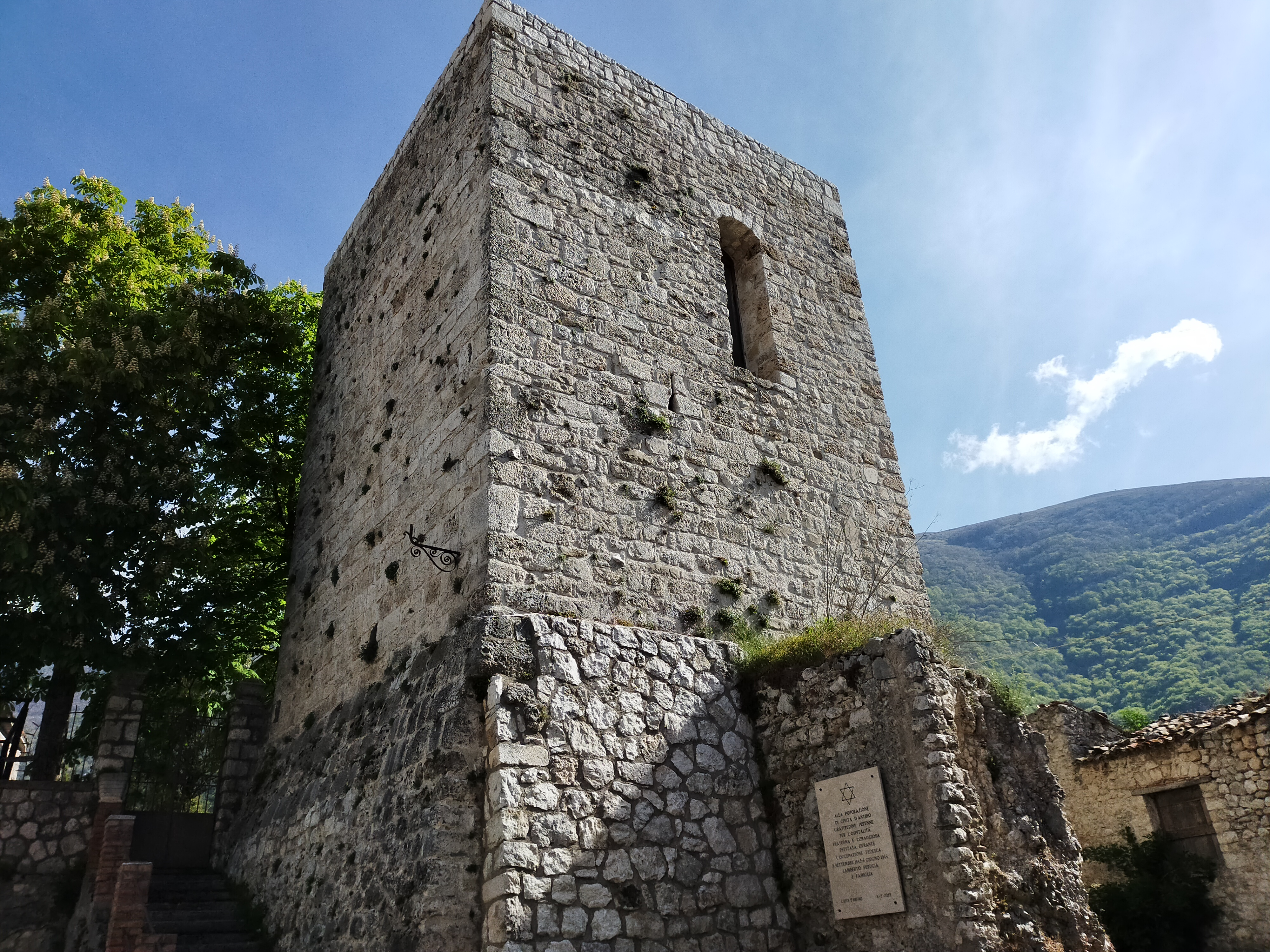
La tour Colonna.
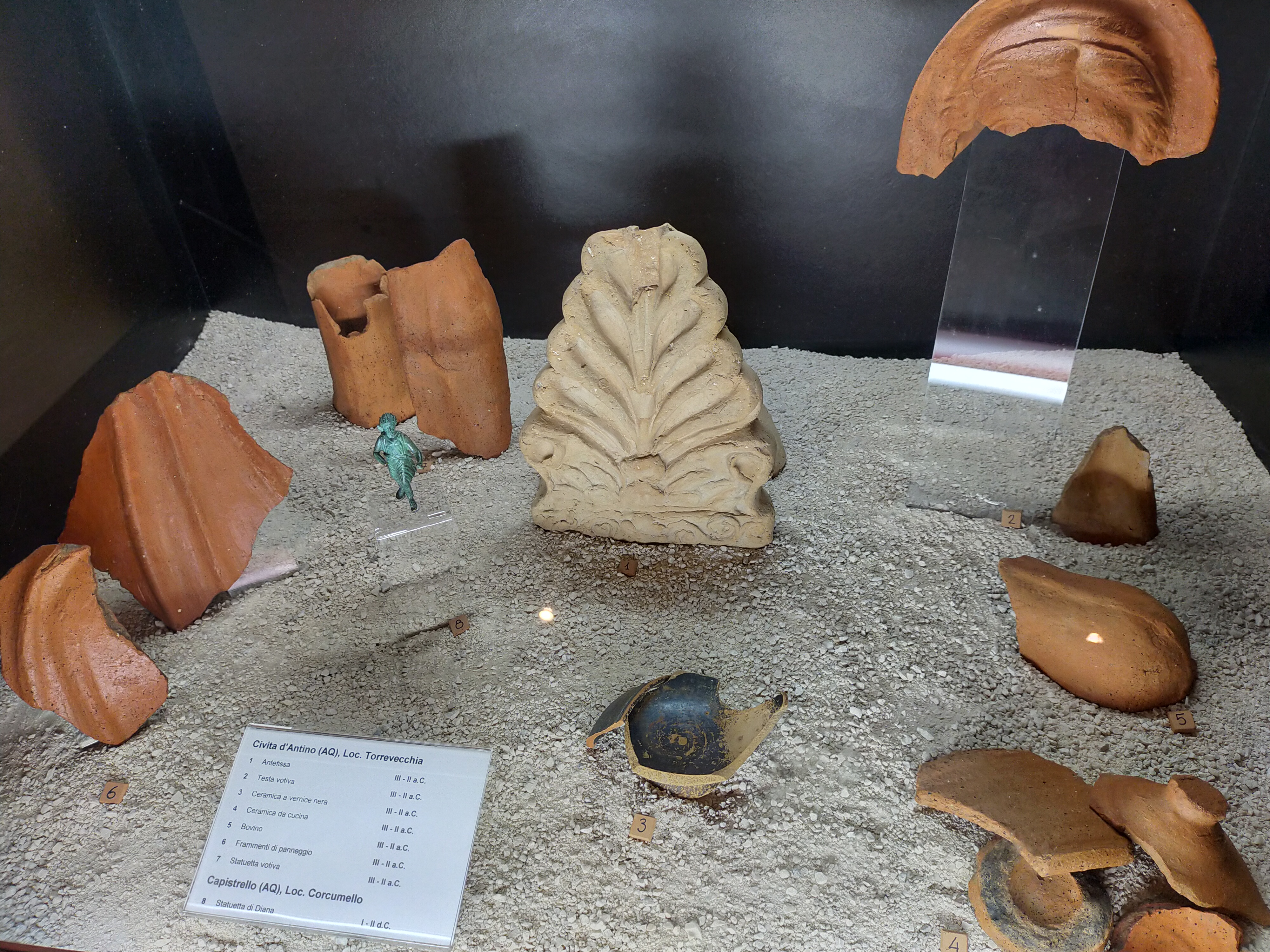
Découvertes archéologiques.